# Hyperbaena
Hyperbaena är ett släkte av tvåhjärtbladiga växter. Hyperbaena ingår i familjen Menispermaceae.

## Bildgalleri

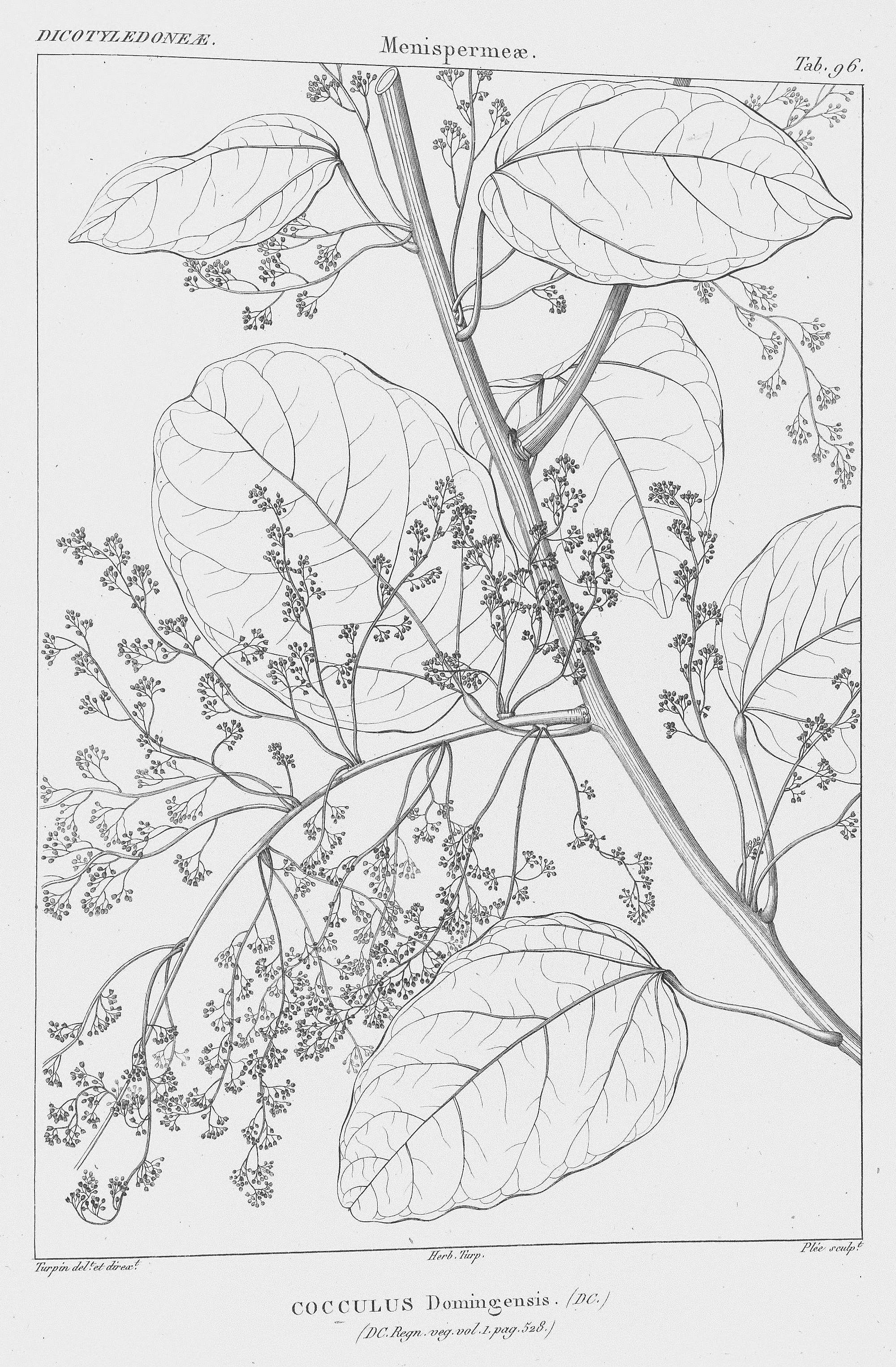

## Dottertaxa tillHyperbaena, i alfabetisk ordning[1]
- Hyperbaena acutifolia
- Hyperbaena allenii
- Hyperbaena angustifolia
- Hyperbaena brevipes
- Hyperbaena columbica
- Hyperbaena cubensis
- Hyperbaena denticulata
- Hyperbaena domingensis
- Hyperbaena eladioana
- Hyperbaena hassleri
- Hyperbaena ilicifolia
- Hyperbaena jalcomulcensis
- Hyperbaena laurifolia
- Hyperbaena leptobotryosa
- Hyperbaena lindmanii
- Hyperbaena longiuscula
- Hyperbaena macrophylla
- Hyperbaena mexicana
- Hyperbaena oblongifolia
- Hyperbaena obovata
- Hyperbaena ovata
- Hyperbaena paucinervis
- Hyperbaena prioriana
- Hyperbaena racemosa
- Hyperbaena smilacina
- Hyperbaena standleyi
- Hyperbaena tonduzii
- Hyperbaena undulata
- Hyperbaena valida
- Hyperbaena winzerlingii
- Hyperbaena vulcania